# Allensbach Hochschule

Ehemaliges Logo

Die Allensbach Hochschule, ehemals WHL Wissenschaftliche Hochschule Lahr, ist eine Privathochschule mit Sitz in Konstanz.
Die Einrichtung wird als nichtstaatliche Hochschule vom Ministerium für Wissenschaft, Forschung und Kunst Baden-Württemberg klassifiziert, ist als staatliche anerkannte Hochschule gelistet und unterliegt der Aufsicht des Ministeriums. Sie bietet verschiedene berufsbegleitende Bachelor- und Masterprogramme im Bereich der Wirtschaftswissenschaften an.

## Geschichte
Die ehemalige WHL Wissenschaftliche Hochschule Lahr war ein Tochterunternehmen der AKAD-Gruppe. Gründungsstandort der seit 1996 staatlich anerkannten Hochschule WHL Wissenschaftliche Hochschule Lahr war das ehemalige Quartier der kanadischen Streitkräfte in Deutschland in Lahr (siehe RCAF Base Lahr). 2011 erfolgte die Umverlegung an den Stammsitz der AKAD nach Stuttgart.
2015 erfolgte die Übernahme der WHL Wissenschaftliche Hochschule Lahr durch die European Education Group Deutschland GmbH mit einer Fortführung des Studienangebotes als Allensbach Hochschule mit Sitz in Konstanz.

## Studienangebot
Die Hochschule bietet nach eigenen Angaben ein Fernstudienangebot für Studium und Weiterbildung in den Bereichen Wirtschaft, Management und Wirtschaftspädagogik an. Der Beginn eines Fernstudiums an der Allensbach Hochschule ist jederzeit möglich und wird in einer Kombination aus Fern- und Online-Präsenzlehre durchgeführt. Die Online-Live-Lehre wird zudem für das Selbststudium aufgezeichnet.
Prüfungsleistungen, die in Form einer Klausur zu erbringen sind, können in den bundesweiten Prüfungszentren der Allensbach Hochschule abgelegt werden, so dass jedes Modul an jedem Prüfungstermin an jedem Standort abgelegt werden kann.
Die Hochschule kooperiert weltweit mit Partneruniversitäten. Kurse im Summer School-Programm der London School of Economics and Political Science (LSE) können für das Studium in Allensbach angerechnet werden.
Der Masterabschluss in Wirtschaftspädagogik gibt in Baden-Württemberg die Möglichkeit direkt in den Vorbereitungsdienst oder Lehramtsreferendariat an berufsbildenden Schulen, Berufsschulen und Wirtschaftsgymnasien u. a. in den Fächern Betriebswirtschaftslehre und Volkswirtschaftslehre aufgenommen zu werden. Andere Bundesländer entscheiden im Einzelfall. Die Allensbach Hochschule bietet dieses Programm als derzeit einzige Hochschule im Fernstudium an, dies in Zusammenarbeit mit dem Ministerium für Kultus, Jugend und Sport Baden-Württemberg.
Seit 2017 ist die Allensbach Hochschule Mitglied in dem Hochschulverbund Distance Learning (HDL), einem Netzwerk, in dem Hochschulen aus dem deutschsprachigen Raum in den Bereichen „Distance Learning“ und „Weiterbildung“ zusammenarbeiten.

## Akkreditierung
Die Hochschule und ihre Studiengänge sind durch das Ministerium für Wissenschaft, Forschung und Kunst Baden-Württemberg (MWK) staatlich genehmigt.
Die Zentrale Evaluations- und Akkreditierungsagentur (ZeVA) hat folgende Studienprogramme akkreditiert:
- Betriebswirtschaft und Management als Master of Arts (M.A.) mit Erstakkreditierung 2006 und Reakkreditierungen 2012 und 2017 mit Laufzeit bis 2024.[15]
- Betriebswirtschaftslehre online – Bachelor of Arts mit Erstakkreditierung 2016 mit Laufzeit bis 2022.[16]
- Finance als Master of Arts (M.A.) mit Erstakkreditierung 2004 und Reakkreditierungen 2008 und 2017 mit Laufzeit bis 2024.[17]

Die Fernstudiengänge wurden durch die Staatliche Zentralstelle für Fernunterricht (ZFU) geprüft und zugelassen.
Eine Akkreditierung durch den Wissenschaftsrat der Allensbach Hochschule befindet sich in dem gesetzlichen Prüfturnus nach dem Landeshochschulgesetz des Landes Baden-Württemberg, wobei die 2015 übernommene WHL Wissenschaftliche Hochschule Lahr vom Wissenschaftsrat berücksichtigt wurde.
Im Januar 2020 verweigerte der Wissenschaftsrat der Hochschule die institutionelle Akkreditierung. Hierbei wurde vom Wissenschaftsrat neben unzureichenden Forschungsleistungen auch ein mangelnder akademischer Austausch zwischen den Lehrenden und Lernenden und ein äußerst geringer wissenschaftlicher Diskurs festgestellt. Der Wissenschaftsrat erläuterte zudem, dass die Hochschule keine erkennbaren Bemühungen zeige, ein Konzept für die digitale Lehre vorzulegen, welches dieses Defizit beheben könnte. "Erhebliche Zweifel an einem angemessenen Verständnis von Hochschulförmigkeit auf Seiten der Verantwortlichen der AH bestehen zudem mit Blick auf die zahlenmäßig sehr umfangreiche Beteiligung der Professorinnen und Professoren der AH an Promotionsverfahren an ausländischen Hochschulen, die für eine Hochschule mit nicht ausreichenden Forschungsleistungen nicht akzeptabel ist". Die Hochschule klagt gegen die Entscheidung des Landes Baden-Württemberg, nur eine befristete Anerkennung unter Auflagen bis zum Ende 2022 auszusprechen. Der Wissenschaftsrat hat daraufhin seine öffentliche Stellungnahme von seiner Webseite entfernt, laut FAZ, obwohl er noch zu ihr stehe, um „möglichst positive und druckfreie Rahmenbedingungen für die Auseinandersetzung mit der Hochschule“ zu schaffen.

## Organisation
Die Organe der Hochschule sind die Hochschulleitung, der Senat und der Hochschulrat. Die Hochschulleitung der Allensbach Hochschule besteht aus dem Rektor, Prorektor(en) und einem Kanzler. Träger der Hochschule ist die Trägergesellschaft Allensbach Hochschule GmbH.
Die Hochschule hat sich ein Leitbild und eine neue Grundordnung gegeben, welche am 26. Juni 2018 in Kraft trat.
Die Hochschule unterhält des Weiteren einen wissenschaftlichen Beirat, der zum 1. Juli 2018 neu besetzt wurde, da die Amtszeit des bisherigen Beirats zum 30. Juni 2018 abgelaufen war. Der ehemalige Expertenbeirat wurde am 26. Juni 2018 durch einen Hochschulrat als Aufsichtsorgan der Hochschule ersetzt.
Für die Liste der „Top Anbieter für Weiterbildung 2020“ des Wirtschaftsmagazins „Focus Business“ wurde die Allensbach Hochschule als einer der führenden Anbieter für Weiterbildung 2020 ermittelt. Die Auszeichnung basiert auf einer komplexen Onlineanalyse, die über die Methodik „Social Listening“ durchgeführt wurde.

## Kontroversen
Aus dem ehemaligen Expertenbeirat der Hochschule war unter anderem der frühere baden-württembergische Arbeitsminister Andreas Renner sowie Rezzo Schlauch, MdB und Staatssekretär a. D., ausgetreten. Schlauch, der seit März 2017 in dem Gremium war, bemängelte an der Hochschule „mangelnde Transparenz“ und „fragwürdige personelle Konstellationen“. Es habe keine einzige Sitzung des Beirats gegeben. Der Expertenbeirat wurde am 26. Juni 2018 aufgelöst und durch einen Hochschulrat gemäß neuer Grundordnung der Hochschule ersetzt.
Kanzler Timo Keppler wirkte „[...] als Geschäftsführer der ‚Valextra Management GmbH‘ [...] die bis 2017 unter anderem die Website ‚promotionsexperten.ch‘ betrieb.“. Dort heißt es: „Unser Promotionsexpertenteam verschafft Ihnen (zugesichert) die Möglichkeit, an einer Universität mit vollem Promotionsrecht zu promovieren.“

## Studiengänge und Abschlüsse
- Betriebswirtschaftslehre (Bachelor of Arts, B.A.) mit Vertiefungsmöglichkeiten u. a. Arbeits- und Organisationspsychologie, Digital Business Management sowie Unternehmensberatung & Consulting
- General Management (Master of Business Administration, MBA)
- Betriebswirtschaft & Management (Master of Arts, M.A.)
- Finance (Master of Arts, M.A.)
- Wirtschaftspädagogik (Master of Arts, M.A.)
- Promotionsstudium: Absolventen der Allensbach Hochschule haben die Möglichkeit, in Kooperation mit den Partneruniversitäten, zu promovieren.
- Hochschulzertifikate: Hochschulzertifikate basieren auf einzelnen Modulen aus den Bachelor und Masterstudiengängen. Die hier erzielten Abschlüsse können bei Vorliegen der nötigen Voraussetzungen auf die Studiengänge voll angerechnet werden.